# 圣欧班迪科尔米耶
圣欧班迪科尔米耶（法語：Saint-Aubin-du-Cormier，法語發音：[sɛ̃.t‿obɛ̃ dy kɔʁmje]）是法国伊勒-维莱讷省的一个市镇，位于该省中部偏东北，属于富热尔-维特雷区。

## 地理
圣欧班迪科尔米耶（48°15'34"N, 1°23'55"W）面积27.41 平方千米，位于法国布列塔尼大區伊勒-维莱讷省，该省份为法国西北部沿海省份，位于布列塔尼半岛东部，北濒大西洋，西接阿摩尔滨海省和莫尔比昂省，南至大西洋卢瓦尔省，西南端接曼恩-卢瓦尔省，东临马耶讷省，东北与芒什省接壤。
与圣欧班迪科尔米耶接壤的市镇（或旧市镇、城区）包括：利夫雷附近埃尔塞、加阿尔、戈内、利夫雷、尚容河畔利夫雷、库埃农河畔梅济耶尔、里沃迪库埃农。

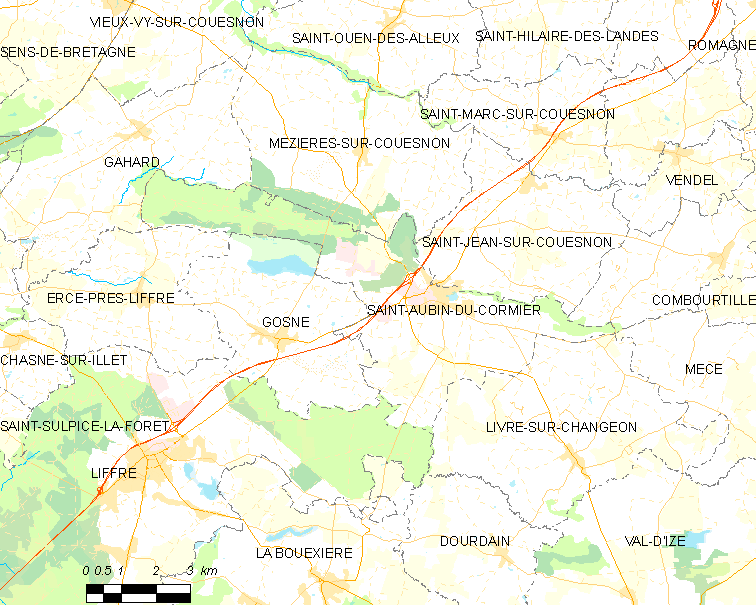
圣欧班迪科尔米耶的OSM定位图

圣欧班迪科尔米耶的时区为UTC+01:00、UTC+02:00（夏令时）。

## 歷史
該地區曾在1488年發生了著名的聖歐班迪科爾米耶戰役。

## 行政
圣欧班迪科尔米耶的邮政编码为35140，INSEE市镇编码为35253。

## 政治
圣欧班迪科尔米耶所属的省级选区为富热尔第一县。

## 人口

1962-2008年间圣欧班迪科尔米耶人口变化图示

圣欧班迪科尔米耶于2022年1月1日时的人口数量为4145人。

## 友好城市
英格兰 里士满